# Ternholmen
Ne doit pas être confondu avec Ternholmen (Kvinnherad) ou Ternholmen (Sveio).
Ternholmen est une île norvégienne du comté de Hordaland appartenant administrativement à Austevoll.

## Description
Rocheuse et couverte d'arbres, à fleur d'eau, elle s'étend sur environ 255 m de longueur pour une largeur approximative de 130 m.